# ファイアーエムブレム 聖魔の光石
『ファイアーエムブレム 聖魔の光石』（ファイアーエムブレム せいまのこうせき、Fire Emblem: The Sacred Stones）は、2004年10月7日に任天堂から発売されたゲームボーイアドバンス用ソフト。開発元は、インテリジェントシステムズ。ファイアーエムブレムシリーズ第8作目にあたる。キャッチコピーは「立ち向かう度に、人は少し強くなる。」。また、2005年5月から11月にかけて、北米・ヨーロッパ（英語・ドイツ語・フランス語・スペイン語・イタリア語の5か国語に対応。ゲーム開始時に言語を選択）・オーストラリアおよびニュージーランドで発売された。
ストーリー上では、とくにほかの作品とのつながりはない。

## ストーリー
古の時代、マギ・ヴァル大陸に存在していた魔王を5つの聖石で封じ、人々は平和を手に入れた。
長い年月が流れ、大陸には聖石を守護石とする5つの大国と、その他の小国が形成されていた。
各国間は長く同盟関係を保ってきたが、そのなかでも最大の勢力をもつグラド帝国が突如各国への侵攻をはじめる。グラド帝国領と広範囲で隣接していたルネス王国は、突如の攻撃に反撃もままならず陥落してしまう。落城の際、国王ファードは王女エイリークに、同盟国であるフレリア王国へ逃げるよう命じる。
臣下のゼトと共に城を脱出したエイリークは、直後にグラド帝国の将軍ヴァルターの襲撃を受けるも、追手を振り切りフレリアへと逃げ延びる。そこでフレリア国王のヘイデンから、兄であるルネス王子エフラムの現況を聞かされる。エフラムはグラド軍の包囲を突破し、今もなおグラド領内で戦いを続けているという。フレリアで終戦を待つべきというヘイデン王の進言を断り、エイリークは兄を救う為、グラドへと出発する。
旅の道中、エイリークはグラドから脱走したシスターのナターシャから、ヴィカルド皇帝の計画を聞かされる。皇帝は大陸の至宝である５つの聖石を全て破壊しようとしているのだという。その後エイリークは、グラド領レンバール城でエフラムと再会。２人でフレリアに帰還するものの、直後にグラド軍の襲撃により、フレリアの聖石も破壊されてしまう。残された２つの聖石を守る為に、フレリア王子ヒーニアスが五大国の一つジャハナ王国へ、エイリークはロストン聖教国へ使者の旅に向かう。一方エフラムは戦争を終わらせるため、自らグラド帝国へ打って出る。
グラドの姦計により窮地に陥ったヒーニアスを救出しつつ、エイリークはジャハナに辿り着くものの、グラド帝国将軍のケセルダにジャハナの聖石を破壊されてしまう。その後エイリークはジャハナの宮殿で、親友であるグラド皇子リオンと再会する。リオンは自分が無力な為に、父親である皇帝ヴィガルドの侵略を止められなかったと話す。
一方、グラド城を陥落させたエフラムもリオンと再会するが、彼は自分こそが今回の戦争の黒幕であり、ルネスの侵略に備えて内情を探る為、エフラム達に近付いたと話す。その後グラド城内にて虜囚の身となっていた宮廷魔道士のノールから、グラド皇帝ヴィガルドは戦前既に病死しており、リオンがヴィガルドを蘇生させようと、以前から手掛けていた聖石の研究に没頭した結果、魔石という聖石と似て非なる物質を作り出したと聞かされる、
ジャハナにてヴァルターとケセルダの二軍に包囲されたエイリークの元にエフラムが駆け付け、二人はグラド軍を撃破する。二人はお互いが出会ったリオンの違いに疑問を抱きつつもルネスへと帰還、自分達の国の聖石を手に入れる。その後ロストン聖教皇マンセルの姪のラーチェルの先導の元、ロストンへと出発する。
一行は道中で再び出会ったリオンの口より、全ての真相を知らされる。戦前、リオンは父ヴィガルドを復活させようと、聖石の力を求め過ぎたが余り、魔王の魂を封じたグラドの聖石であるファイアーエムブレムの封印を解いてしまった。結果、ファイアーエムブレムは本来の聖石と、魔王の力が凝縮された魔石の２つに分かれ、更に封印から解き放たれた魔王の魂が、リオンの身体を乗っ取ってしまう。魔王はリオンの身体を操り、残る聖石を全て破壊し、自らの完全なる復活を果たそうと暗躍していたのだと言う。
魔王の策略によりエイリークとエフラムは、自身の持つルネスの聖石を破壊されてしまう。親友のリオンが魔王に魂を乗っ取られてしまった事に失意に暮れる２人だったが、到着したロストンの城にてラーチェルからの励ましを受けて立ち直り、魔王を討つ決意を固める。
ロストン西部に位置する闇の神殿にて、復活の儀式を行おうとする魔王を止める為、エイリークとエフラムは最終決戦に臨む。無数の魔物を撃破し、リオンの身体を乗っ取った魔王を討伐するも時既に遅く、魔王が復活を果たしてしまう。二人はラーチェルから渡されたロストンの聖石に魔王の魂を封じる。道中で加わった仲間達の協力の元、残された魔王の肉体との決戦に挑む。死闘の末に魔王の肉体を破壊し、大陸に平和がもたらされた。
ルネスに帰国したエイリークとエフラムは、グラド帝国が未曽有の大地震に襲われ、壊滅的な被害が発生している事を知る。亡き友への思いを胸に、エフラムはグラド帝国へと旅立つ。

## 概要
GBA3作目であり、今までと違って北欧神話風。また、システム面でいくつか新たな試みがなされている。
- クラスチェンジ分岐 - 従来1つのみであった上級クラスが、ロードなど一部を除き、2種類から選択できるようになっている。
- EXマップの登場。詳細は後述する。
- スキルの復活 - アサシンの「瞬殺」、ジェネラルの「大盾」、ローグの「鍵開け」など、一部のクラスはスキルを持つ。戦闘中にランダムで発動するもの、常時発動するもの、移動時にコマンドで選択するものがある。
- 「辞書」が実装されている。

難易度は3段階から選択が可能となっている。
システム面を俯瞰すれば、『封印の剣』、『烈火の剣』に搭載されてきた「支援会話」や「救出」などのシステムに加え、『ファイアーエムブレム外伝』に存在した分岐クラスチェンジ、男女二人のダブル主人公、フィールドマップの移動や魔物の登場、マップ上での敵とのランダムエンカウントなど、外伝の要素を多く導入した作品である。途中からストーリーがそれぞれの主人公に分岐するが、外伝とは違って同時進行はできずに、どちらか一つしか選択できない。味方については、選択したほうに全員がついていくシステムである。また、『聖戦の系譜』に登場したスキルシステムをある程度簡略化したうえで導入するなど、複雑な要素も取り入れられている。
全体的に低めな難易度、「辞書」や丁寧なチュートリアル要素、解説の充実など、シリーズでも随一の初心者に優しい内容となっている。

### ワールドマップとエクストラマップ
エクストラマップとは、本作のシステムの目玉である。従来の作品と異なり（『外伝』には近いが）、ゲームがある程度進むと、本編の各章のマップクリア後、ワールドマップ上の任意の拠点へ移動し、ゲームを進めていく。移動は、カーソルで移動したい地点を選択して移動する。ここで出入り自由で、何度でも敵と戦えるマップがエクストラマップである。これにより、ユニットのレベル上げや、クリア後の腕試しなどが可能になった。行けるエリアはゲームが進むと増えていき、最終的にマギ・ヴァル大陸全域に行けるようになる。ゲームは２人の主人公で分岐するが、行かなかったほうの拠点は合流後に移動のみができるようになる（本編マップは当然プレイできない）。ワールドマップの縮小マップも、オンオフに切り替えて表示することもできる。
買い物もすでにクリアしたマップではワールドマップ上で行えるため（秘密の店はクリア後のみ利用可）、戦闘中に無理に買い出しに行くメリットは薄く、買い忘れてしまったり、以前のマップでしか購入できなかったアイテムを買いに行ったりもできる。各章のマップへ行きたければ、該当する地点へ移動するとゲームが進んでいく。それまではゲーム本編は進まないため、ワールドマップ上でアイテムの使用や整理、レベル上げ、買い物、セーブなどが自由にできる。ワールドマップの状況画面で次の目的地を確認できるほか、現在地も確認でき、セーブデータにも記録される（Rボタンで現在の主人公のレベルと現在地が閲覧できる）。基本的にワールドマップは章をクリアする度に行けるようになるものの、一部連戦マップもあり、この場合は何章かワールドマップへ行けないこともある。連戦マップは予告などはなく、拠点も存在しないことも多い（したがって、そのマップクリア後にエクストラマップとしてもプレイできない）。また、各章の進撃準備画面でセーブしてしまうと、ワールドマップへはその章をクリアするまで戻れなくなる。
エクストラマップには既にクリアしたマップに魔物が登場し、自由に戦闘できるものと、ヴェルニの塔・ラグドゥ遺跡がある。
前者は本編マップをクリアしたり、後者の施設から出入りすると何度でもマップに現れる敵と自由に戦えるモードである。買い物などで別の場所に行きたいが、進路上に魔物がいる場合は必ず戦闘しなければならないが、戦闘を始めて即座に撤退すれば、実質戦わなくても問題ない。主人公は強制出撃ではなく、全滅させるか撤退すると敵は消滅する。城などの一部マップ上には現れない。オートターンエンドをオフにしておくと、最悪の状態であっても撤退することが可能である。本編であった民家や闘技場などの施設などは全て廃墟となっており、利用できなくなっている（店舗もマップでは利用できないが、ワールドマップ上では利用できる）ほか、本編では通常マップだったのに索敵マップになっていたりもする。勝利条件は全て敵全滅である。
後者はストーリーが進むと自由に出入りできる。こちらも主人公は強制出撃ではない。主人公を出撃させなければ、状況画面の軍のリーダーは主人公ではない別のキャラ（進撃準備で一番上に選択したキャラ）となり、オートターンエンドも有効であるが、当然輸送隊は使えない。塔は登場したばかりの序盤こそ1階しかプレイできないが、ストーリーが進むにつれ、プレイできる階が増えていく。ラグドゥ遺跡は最初から最深部まで到達できる。これらは階層構造をなしており、最終階層をクリアするか、途中で撤退しないかぎり、中断セーブを除いて途中でセーブできない。むろん、途中でゲームオーバーになれば当然終了である。
いずれのマップでも途中には宝箱などもあり、資金や通常プレイでは入手困難・不可能なレアアイテムも手に入ることがある。これらの宝箱は、入り直せば何度でも復活する。魔物が固定またはランダムでレアアイテムを持っていることもある。また、長時間プレイしていると進撃準備画面が暗転したまま操作不能に陥るバグがあるが、直前のマップのクリア直前の中断データは残っているため、リセットすればちゃんとやり直せる。本編をクリア後にクリアすると、隠しキャラが仲間になるが、支援をつけたり通信闘技場に出したりすることは不可能である。一部マップのトラップなどが、ほかのGBAシリーズのオマージュとなっているマップもいくつかある。

### その他システム
- 本作より、『聖戦の系譜』から『烈火の剣』まで存在した戦績評価システムが廃止された。なおエンディングで各々の章のターン数および総ターン数はちゃんと表示される。そのかわりに、エキストラマップの塔と遺跡クリア時に掛かったターン数や獲得した経験値などの戦績が評価され、データが記録されるようになった。この戦績は、これらのマッププレイ時に閲覧することが可能である。
- 戦績評価が廃止された代わりに進撃準備で支援関係の一覧が閲覧できるようになった。自軍の任意のキャラを仲間全員の一覧から選択し、誰と支援を付けたか、またつけることができるのか知ることができる。仲間になっていないキャラはシークレット表示。支援の収集率も百分率で見ることができる。
- 武器レベルは、本作でも一つまでしかSにできない。ボーナスも『烈火の剣』と同じく命中と必殺に5%ずつ付くが、杖の命中にはかからないままである。とはいうものの、Sランクの杖も登場したため、杖の武器レベルをSにしてもメリットが皆無ということはなくなった。なお、ネクロマンサーのみ杖も含め複数Sレベルにできる。
- 闘技場では、今作から登場した新クラスは敵として登場しない。しかしながら、スキルは敵味方ともに有効であるので、ジェネラルやスナイパーなどのスキル持ちの敵と戦う際は前作までと違い、スキルが発動することも計算に入れて戦う必要がある。ほかの闘技場のシステムについては、GBAシリーズのものに準ずる。闘技場のあるマップクリア後は、そのマップでまた魔物との戦闘があったとしても闘技場は再び利用することはできないため（廃墟となっている）、注意が必要である。なお、闘技場での戦闘では支援効果は得られない。
- 支援会話についても、『烈火の剣』同様、友好ポイント（支援が発生するまでの必要なポイント）のマップあたりの上限は存在しない。しかも、フリーマップで実質上げ放題、同じ章でも支援をフリーマップでAまで上げてからリセットすればよいなど、支援会話集の収集も前作とは違い、何周もプレイする必要性が低くなった。
- 輸送隊はこれまでとは打って変わって、『紋章の謎』と同様のシステムとなり、主人公に隣接することで使えるようになった。途中の分岐で選択した主人公のほうに輸送隊がついていき、その後は輸送隊の付随する主人公を変更できなくなるため、注意が必要である。輸送隊はあらゆる行動が終了しても最後までコマンドを選択することができるようになった（たとえば、騎馬系ユニットが再行動してあと待機するしかない状況でも主人公に隣接すると輸送隊が利用できるなど）。なお、次にマップで輸送隊が利用できる『新・暗黒竜』では、1行動につき1回に制限されるようになっている。
- 今作でも周回数は記録されるが、オン・オフの切り替えはできなくなった。また、周回数はゲーム本編プレイ中の戦闘マップでの状況でのみ確認可能であり、マップの状況やクリア後では周回数は表示されない。
- 『封印の剣』、『烈火の剣』と違い、3すくみを逆転させる武器で敵を攻撃する際に、武器アイコンが特効のある武器同様に白く光るようになったが、実際には特効は存在しない。また、ロード専用武器が、新しく追加された一部騎馬系ユニットに対し特効がない。

- 進撃準備のマップ閲覧・並べ替えでのメニュー表示ボタンが前作のセレクトボタンからBボタンへと変更されたため、一見、セレクトボタンとは分かりにくく、メニューに戻れず困る状況が改善されたかに思えるものの、Bボタンでカーソルを加速させる際に間違ってメニューが表示されるようになってしまった。
- 『烈火の剣』では外伝マップへ行くかどうかを選べたが、今作では外伝は1つしか存在せず、強制的に行かなければならないため、そのようなことはなくなっている。
- 司祭の杖使用時のモーションが、『封印の剣』、『烈火の剣』のものは廃止され、攻撃時の杖を逆さに突き出すものと同じになった。
- 進撃準備で店舗の品揃えを確認するとき、進撃準備の店舗の価格の分割増になるバグがある。『封印の剣』では店舗品揃えが確認できず、『烈火の剣』では進撃準備の武器購入システムが存在しなかったからと思われる。もちろん、マップで直接購入する際は通常価格に戻っている。
- クリア特典は、サウンドルーム、支援会話一覧とクリアデータを用いて永久的にプレイできるフリーマップである。サウンドルームは『烈火の剣』同様に収集制であるが、普通にプレイしていればエイリーク編、エフラム編両方をクリアすれば100%になる。今作にも一枚絵がいくつかあるものの、サウンドルームの背景として閲覧することはできなくなった。なお、次回作『蒼炎の軌跡』では、再び閲覧できるようになっている。
- :フリーマップ（セーブデータ名「大陸の魔物退治」）では、クリアデータからエクストラマップを永久にプレイできるモードであり、秘密の店にはマップから入ることもできる。複数回クリアするメリットとしては、一部クラスが解禁されるだけであり、他の作品に比べれ何周もする直接的メリットはとくにない。また、周回数は『烈火の剣』同様、13周までしかカウントされず、それ以上クリアしても13周のままである。

## クラス
クラスチェンジ分岐が採用されたことにより、新しいクラス、もしくはスーパーファミコンの作品から復活したクラスなどが数多くある。また、そのほかにも、装備できる武器などが変更になっているクラスも多い。ロードは主人公として選択したほうがロードとしての能力（制圧、輸送隊）が使える。死亡するとゲームオーバーになる点はどちらでも変わらない。『封印の剣』、『烈火の剣』から新たに追加されたクラスは該当項目のバックグラウンドを赤、クラスチェンジルートを除いて大きな仕様変更があったクラスは青で強調した。該当ルートで最終的にそのクラスになれるすべてのキャラを明記した。重複する上級ユニットの説明は、最初に登場した場合のみ解説をした。
なお、分岐クラスチェンジでどちらを選ぼうが、成長率は変化しない。余談だが、兵種変更が可能となったDS版ではクラスを変えると成長率も変化する。

### クラス一覧
| クラス名       | 使用武器 | 上級クラス名     | 使用武器   | クラスチェンジアイテム | スキル       | 該当キャラ                                       | 説明、仕様変更点など |
| -------------- | -------- | ---------------- | ---------- | ---------------------- | ------------ | ------------------------------------------------ | --- |
| ロード（女）   | 剣       | マスターロード   | 剣         | 月の腕輪               | −            | エイリーク                                       | エイリーク専用クラス。イベントでクラスチェンジまたは拒否するとクラスチェンジがもらえ、任意に使用することができる。使用武器は増えず、クラスチェンジすると乗馬する。 |
| ロード（男）   | 槍       | マスターロード   | 槍         | 太陽の腕輪             | −            | エフラム                                         | エフラム専用クラス。こちらもエイリーク同様、イベントでクラスチェンジするが、クラスチェンジしない選択もでき、その場合クラスチェンジアイテムが入手でき、通常キャラと同じようにクラスチェンジができる。成長率に比べ、能力最大値が低い。クラスチェンジすると乗馬するが、使用可能武器は増えない。 |
| 踊り子         | −        | −                | −          | −                      | −            | テティス                                         | テティス専用クラス。味方を再行動させる。クラスチェンジはできない。速さ上限値が高いが、力と技は10と低めであるが、武器を装備できないので意味がない。 |
| マムクート     | −        | −                | −          | −                      | −            | ミルラ                                           | ミルラ専用クラス。飛行特効が効く。戦闘システムは『封印の剣』に準じ、直接攻撃する（またはされる）ときにかぎり、竜石を１回消費して戦闘する。２回攻撃する場合でも、１戦闘につき１回消費である。『封印の剣』と違い、耐久度が50と大幅に増えており、最大レベルになってからも十分戦えるが、ハマーンで修理できないのは変化していない。 |
| アーチャー     | 弓       | スナイパー       | 弓         | オリオンの矢           | 必的         | ネイミー、ヒーニアス                             | レベル％の確率で、必ず攻撃が命中するスキル「必的」が加わった。このスキルは「大盾」を無視できる。 |
| 〃             | 〃       | フォレストナイト | 弓、剣     | オリオンの矢           | −            | ネイミー、ヘイデン（フリーマップ専用）           | ゲリラ戦を得意とする傭兵騎兵。剣と弓を使い分け戦う。『封印の剣』と『烈火の剣』に登場した遊牧騎兵と能力は同じだが、移動力は劣る。 |
| ソシアルナイト | 剣、槍   | パラディン       | 剣、槍     | 騎士の勲章             | −            | フランツ、フォルデ、カイル、アメリア、ゼト       | 使用武器が「剣/槍/斧」から「剣/槍」に変更された（斧が使えなくなった）。斧が使える騎兵上級職は、グレートナイトである。 |
| 〃             | 〃       | グレートナイト   | 剣、槍、斧 | 騎士の勲章             | −            | フランツ、フォルデ、カイル、アメリア、デュッセル | 厚い鎧に身を包んだ重騎兵。剣/槍/斧を装備できる。攻守に優れるが、弱点も対重歩兵・対騎兵の2つになる。移動力は重歩兵と騎兵の中間の「6」になる。 |
| 戦士           | 斧       | ウォーリア       | 斧、弓     | 英雄の証               | −            | ロス、ガルシア                                   | 仕様上はとくに変更点はない。 |
| 〃             | 〃       | 勇者             | 剣、斧     | 英雄の証               | −            | ロス、ガルシア                                   | 仕様上の変更点はない。『トラキア776』のアクスファイターを意識してか、斧歩兵からも勇者にクラスチェンジできるようになっている。斧の武器レベルをそのまま活かすことが可能。 |
| 傭兵           | 剣       | 勇者             | 剣、斧     | 英雄の証               | −            | ジスト、ケセルダ                                 | 傭兵からクラスチェンジする従来の勇者。仕様上の変更点はない。 |
| 〃             | 〃       | フォレストナイト | 弓、剣     | 英雄の証               | −            | ジスト                                           | フォレストナイトには傭兵からもクラスチェンジできる。剣の武器レベルが高いまま、機動力を生かした戦闘ができる。 |
| 剣士           | 剣       | ソードマスター   | 剣         | 英雄の証               | −            | ヨシュア、マリカ、イシュメア（フリーマップ専用） | 仕様上変更点はとくになく、必殺率補正も『烈火の剣』同様、15％のままである。 |
| 〃             | 〃       | アサシン         | 剣         | 英雄の証               | 瞬殺         | ヨシュア、マリカ                                 | 今作では剣士からも英雄の証でクラスチェンジできる。剣士からクラスチェンジしようが、盗賊としての能力（盗賊の鍵が使用可能になり、索敵マップで視界が広まる）も当然追加される。瞬殺も前作同様、必殺が発動した時に1/2の確率で敵を一撃で倒す。ラスボスには通用せず、ボス格の敵には1/4に成功率がダウンする。。 |
| アーマーナイト | 槍       | ジェネラル       | 槍、剣、斧 | 騎士の勲章             | 大盾         | アメリア、ギリアム、ファード（フリーマップ専用） | レベル％で敵の攻撃を完全に無効化する「大盾」が使える。貫通とは同時に発動しない。前作までと違い、剣も使えるようになった。 |
| 〃             | 〃       | グレートナイト   | 剣、斧、槍 | 騎士の勲章             | −            | ギリアム                                         | アーマーナイトからグレートナイトになる場合、能力上限が低く大盾が使えないデメリットはあるが、移動力が2も上昇するメリットがある（ソシアルナイトだと逆に移動力が下がってしまうが能力上限はパラディンよりも高い）。 |
| 海賊           | 斧       | バーサーカー     | 斧         | 覇者の証               | −            | ロス、ドズラ                                     | 『封印の剣』同様、クラス名がバーサーカーに戻った。必殺率は15%のままである。海賊は海のみ、バーサーカーは海と高い山を移動できる唯一の歩兵ユニット（山賊は相変わらず敵専用）。 |
| 海賊           | 斧       | ウォーリア       | 斧、弓     | 覇者の証               | −            | ロス                                             | 海賊経由でウォーリアになれるのはロスのみ。 |
| 盗賊           | 剣       | ローグ           | 剣         | 覇者の証               | 鍵開け、盗む | コーマ、レナック                                 | 盗賊の中の盗賊。盗賊からクラスチェンジできる。スキル「鍵開け」で盗賊の鍵を使わずに扉と宝箱を開けられる。メリットは皆無であるが、盗賊の鍵を使って鍵あけも可能である。能力的には盗賊と大差なく、実戦には向かない。とはいえ、上限値はアサシンと同じである。とくに、レナックの戦闘能力は非常に低いが、あまりに弱すぎたのか海外版では多少改善されている。 |
| 〃             | 〃       | アサシン         | 剣         | 覇者の証               | 瞬殺         | コーマ                                           | 盗賊からアサシンへとクラスチェンジする場合は『烈火の剣』同様、盗む能力が失われてしまう。さらに、砂漠での隠れた財宝を発掘する能力も喪失する（『烈火の剣』ではアサシンが仲間になってから砂漠マップは登場しない）。なお、この点は次回作『蒼炎の軌跡』では改善されている。 |
| ペガサスナイト | 槍       | ファルコンナイト | 剣、槍     | 天空のムチ             | −            | ヴァネッサ、ターナ、シレーネ                     | 仕様上の変更点はとくにない。 |
| 〃             | 〃       | ワイバーンナイト | 槍         | 天空のムチ             | 貫通         | ヴァネッサ、ターナ                               | 蛇竜ワイバーンを駆り戦う空の騎士。槍を専門に扱い、スキル「貫通」でレベル％で敵の防御を無視できる。技と速さに優れるが、攻守はドラゴンマスターに劣り、魔防はファルコンナイトに劣る。なおトライアングルアタックの条件は「天馬騎士団の三人のうち二人の天馬騎士（ペガサスナイト、ファルコンナイトのみ）が敵に隣接する状態の時に、残りの一人（こちらはクラスは問わない）が攻撃を仕掛ける時に発動する」であるため、ペガサスナイトから2人ともワイバーンナイトになってしまうと、トライアングルアタックができなくなる。 |
| ドラゴンナイト | 槍       | ドラゴンマスター | 槍、剣     | 天空のムチ             | −            | クーガー、グレン（フリーマップ専用）             | とくに変更点はない。 |
| 〃             | 〃       | ワイバーンナイト | 槍         | 天空のムチ             | 貫通         | クーガー、ヴァルター（フリーマップ専用）         | 性差による上限値以外は、ペガサスナイトからクラスチェンジする場合ととくに違いはない。 |
| 魔道士         | 理       | 賢者             | 理、光、杖 | 導きの指輪             | −            | ルーテ、サレフ、ユアン                           | 前作までと違い、光魔法も使えるようになった。余談だが、『封印の剣』のトライアルマップでは光魔法を使える賢者もいる。 |
| 〃             | 〃       | マージナイト     | 理、杖     | 導きの指輪             | −            | ルーテ、ユアン、セライナ（フリーマップ専用）     | 馬に乗り戦場を駆ける魔道騎兵。移動力に優れ、杖と理魔法を使う。SFC版と違い、力と魔力が区別されていないため剣と魔法の併用はできない。 |
| 修道士         | 光       | 司祭             | 光、杖     | 導きの指輪             | 魔物特効     | アスレイ、アーヴ（フリーマップ専用）             | 魔物に無条件で特効がかかるスキル「魔物特効」を持つ。このため、魔物が中心となるフリーマップや、ゲーム中盤以降では非常に強力な戦力となる。 |
| 〃             | 〃       | 賢者             | 理、光、杖 | 導きの指輪             | −            | アスレイ                                         | 魔物特効が犠牲になるものの、光魔法のレベルが上げやすくSにしやすいため、能力上限や仕様上、イーヴァルディをもたせると司祭より強力なこともある。 |
| 神官           | 杖       | 司祭             | 光、杖     | 導きの指輪             | 魔物特効     | モルダ                                           | 今作の男性下級職聖職者は杖使いの「神官」と光魔法使いの「修道士」の2タイプがいる。こちらは従来の僧侶に近く、杖を使う下級職といったところである。司祭のほか、賢者にもクラスチェンジできるが、杖以外をS武器にしたい場合、武器レベル上げが大変である。 |
| 〃             | 〃       | 賢者             | 理、杖、光 | 導きの指輪             | −            | モルダ                                           | とくに説明すべき点はない。 |
| トルバドール   | 杖       | ヴァルキュリア   | 光、杖     | 導きの指輪             | −            | ラーチェル                                       | 使用武器が理魔法から光魔法に変更された。前作までのヴァルキュリアのように理魔法を使うキャラはマージナイトであり、選択クラスチェンジできる。なお、トルバドール、ヴァルキュリアともに『封印の剣』、『烈火の剣』に比べ移動が1低くなっている。 |
| 〃             | 〃       | マージナイト     | 理、杖     | 導きの指輪             | −            | ラーチェル                                       | とくに説明すべき点はない。 |
| シスター       | 杖       | 司祭             | 光、杖     | 導きの指輪             | 魔物特効     | ナターシャ                                       | 前作『烈火の剣』のシスター同様、下級職女性聖職者である。変更点はとくにない。グラフィックは『封印の剣』の女性僧侶に近い。 |
| 〃             | 〃       | ヴァルキュリア   | 光、杖     | 導きの指輪             | −            | ナターシャ                                       | トルバドールからの昇格と同じ。 |
| シャーマン     | 闇       | ドルイド         | 闇、理、杖 | 導きの指輪             | −            | ノール、ユアン                                   | 闇魔法・杖に加え新たに理魔法も使用できるようになった。 |
| 〃             | 〃       | サマナー         | 闇、杖     | 導きの指輪             | 召喚         | ノール、ユアン                                   | 禁忌を冒した闇魔道士。闇魔法と杖を使うほか、スキル「召喚」で亡霊戦士を召喚できる。能力は全体的にドルイドより劣る。 |
| ネクロマンサー | 闇、杖   | −                | −          | −                      | 召喚         | リオン                                           | 魔石により強大な力を得た闇魔道士。リオン専用クラス。フリーマップでのみ使用可能。闇魔法と杖の武器レベル両方をSにできる。サマナー同様に亡霊戦士を召喚できる。 |
| 亡霊戦士       | 斧       | −                | −          | −                      | −            | サマナーやネクロマンサーが召喚する               | HPは1、守備・魔防はゼロ固定だが、移動時の地形制限がなく何度でも召喚可能なため、囮として利用可能。戦士と同じ能力を持つ。戦闘アニメーションは存在しない。ただし、持ち物の使用・破棄・交換が不可能で、呼び出したものがロストしなければ次を呼び出すことはできない。このため、アイテムを落とす敵を倒してしまった場合、交換不可能に陥るので注意が必要である。召喚者のレベルと同じレベルで召喚され、召喚者のレベルが上がるごとにステータス（前述の固定ステータスを除く）と装備武器が強化されていく。体格は攻速の計算にのみ使われ、救出することもされることもできない。また、戦績は召喚者と一対一に対応し、さりげなく死亡回数含めそれぞれ計算されている。経験値は入らず成長することもないが、経験値そのものはデータ上で計算されており、塔や遺跡の獲得経験値でみることができ、レベル20でも経験値が入っている。 |
| 船団           | 弓       | −                | −          | −                      | −            | 敵専用                                           | 一部マップにのみ登場する敵専用クラス。海上版シューターといった感じの存在でアーチ系を装備しており、海上から弓で攻撃してくる。船団だけに通常ユニットでは近寄ることができない海に配置されており、唯一容易く近づける飛行系ユニットには特攻が発生するため厄介な敵となっている(フィーリの守護を入手できるタイミングでは、もう船団が出てこない) |

### 見習いクラス
- ロス・アメリア・ユアンの三人の子供達専用のクラスで、それぞれ、専用のグラフィックが用意されている。扱いとしては下級職よりさらに下の階級扱いであり、最初は、最大レベル10に達すると次回の進撃準備開始時（フリーマップ含む）に自動的に下級職ユニットにクラスチェンジできる。エイリーク編とエフラム編両方のストーリーをクリアするか、ハードモードを1回クリアすると分岐クラスチェンジにて同名のクラスを選択できるようになる。これは下級職扱いであり、レベル10以上で対応するクラスチェンジアイテムを用いると普通の下級職ユニットのようにクラスチェンジできる。この時点でも同名クラスを選択でき、選択すると何らかのメリットが得られる上級職へとクラスチェンジできる。上限値も上級職扱いで、20〜30の任意の値である。
  - 新人兵士 - アメリア専用クラス。ソシアルナイト・アーマーナイトにクラスチェンジ。計2回クラスチェンジ可能。槍を専門に使う。2回クラスチェンジ時は騎士の勲章でパラディンと新人兵士が選択可能。2回クラスチェンジした時点で新人兵士である場合、必殺率の補正を受ける。
  - かけだし戦士 - ロス専用クラス。戦士・海賊にクラスチェンジ。計2回クラスチェンジ可能。斧を専門に使う。2回クラスチェンジ時は英雄の証で勇者とかけだし戦士が選択可能。2回クラスチェンジした時点でかけだし戦士である場合、必殺率の補正を受ける。
  - 魔道士見習い - ユアン専用クラス。魔道士・シャーマンにクラスチェンジ。計2回クラスチェンジ可能。理魔法を専門に使う。2回クラスチェンジ時は導きの指輪で賢者と魔道士見習いが選択可能。2回クラスチェンジした時点で魔道士見習いである場合、光魔法と闇魔法も使用可能となるため、攻撃面では他の魔法職より優秀。ただし、杖が使えない弱点がある。

### 魔物クラス
ゾンビ (Revenant)
闇の魔力により動き出した生ける亡者。HPは高いが、それ以外の能力は低め。移動力も全ユニット中最低。爪を武器にする。
マミー (Entombed)
闇の魔力により凶悪化したゾンビ。ドラゴンゾンビに次ぐ高いHPを誇り、毒を持つ爪で生者を引き裂く。
スケルトン (Bonewalker)
闇の魔力により動き出した兵士の骸。剣、槍を使うものと、弓を使うものの2種類いる。ステータスは平均的。
ヘルボーン (Wight)
闇の魔力により凶悪化したスケルトン。レベルの高い武器を扱い、獲物に襲いかかる。こちらもスケルトン同様、使用武器で2種類に分かれている。
ビグル (Mogall)
闇の魔力を宿した邪眼の魔物。空中を移動し、闇魔法「イービルアイ」で攻撃する。魔力は高いが、それ以外の能力はかなり低い。
アークビグル (Archbigl)
より強大な魔力を宿したビグル。魔物の中ではトップクラスの魔力を誇る。強力な邪眼「ブラッディアイ」や、遠距離闇魔法「暗黒の魔弾」を使う。
ガーゴイル (Gargoyle)
空を飛び、獲物を狩る悪魔。槍を獲物とし、素早さが高い。飛行ユニットであるため、弓が弱点。
デスガーゴイル (Deathgargoyle)
闇の魔力で凶暴化したガーゴイル。フィールドを縦横無尽に飛び回り、素早い動きで獲物を仕留める。
モーサドゥーグ (Mauthe Doog)
血に飢えた凶暴なオオカミ。力はないが移動力と素早さが高く、鋭い「灼熱の牙」で獲物を仕留める。
ケルベロス (Cerberus)
三つの頭を持つ餓えた魔獣。モーサドゥーグの上級クラス。高い移動力と最高の素早さと技を誇り、鋭く巨大な「焦熱の牙」で獲物を噛みちぎる。
タルヴォス (Tarvos)
筋骨隆々とした男の上半身と、強靭な馬の下半身を持つ魔物。能力は平凡だが高い移動力を持ち、斧を専門に使う。騎馬扱いであり、特効がある。
マグダイル (Macdaire)
強靭な肉体と高い移動力を誇る半人半馬の魔物。タルヴォスの上級クラス。斧に加え、弓も扱う。こちらも騎馬特効を有する。
バール (Bael)
山に棲む巨大な毒グモ。人里に下りてきて人間を食らう。HPや攻守に優れるが、魔防は低め。鋭く巨大な爪を武器にする。
エルダバール (Elderbael)
闇の魔力で強大な力を得たバール。高い攻撃力と猛毒の爪を持つ曲者。
ゴーゴン (Gorgon)
呪われし半人半蛇の魔物。強力な闇魔法「魔幻の波動」や石化魔法「ストーン」を操る。
- 一部のマップではゴーゴンの卵が登場。この卵は無防備で、毎ターンランダムで5ずつHPが増加し（増加しないこともある）、満タンになると孵るが、そのまえに破壊すれば、レベルやクラスの下級上級にかかわらず50固定と多くの経験値を得ることができる。ステータス画面は孵化するまで閲覧できず、カーソルを合わせても現在HP、最大HPしかわからない。HPは5が初期値であり、最大値は5の倍数である。

サイクロプス (Cyclops)
怪力を持つ一つ目の巨人。分厚い皮膚は物理攻撃をものともしないほど頑強。斧を専門に戦う。
ドラゴンゾンビ (Dragonzombie)
大陸最強の生物である竜が、闇の魔力で屍として蘇った姿。防御を貫通しあらゆるものに死をもたらす「腐敗のブレス」を使う。全魔物中最強の能力値を誇るが、魔物系、竜系、飛行系と、弱点は全ユニット中で最も多い。
魔王
かつて世界を闇で支配した魔界の王。フォデス専用クラス。拳による物理攻撃と、魔法攻撃（射程は2）を使い分け、さらに周囲のユニットを眠らせる技も使う。また、毎ターン数体の魔物を召喚する。ある程度ターンが経つと何も召喚しなくなる。召喚する魔物は下級魔物のみである。さすがに弱すぎだと思われたのか、海外版では上級魔物を召喚するようになった。なお、ラスボスだが戦闘アニメは強制オンにはならない。

## スキル
- 貫通（ワイバーンナイト） - ユニットのレベル%の確率で発動し、敵の防御を無視したダメージを与える。大盾と同時には発生しない。
- 大盾（ジェネラル） - ユニットのレベル%の確率で発動し、敵の攻撃をすべて無効にする。貫通と一緒には発生しない。また、状態異常にする攻撃は防げない。
- 必的（スナイパー） - ユニットのレベル%の確率で発動し、命中率に関係なく必ず攻撃を命中させる。
- 盗む（盗賊、ローグ） - 隣接する自分より速さの低い敵ユニットから、武器以外のアイテムを盗む。
- 鍵開け（ローグ） - 「盗賊の鍵」なしで鍵開け可能。
- 瞬殺（アサシン） - 必殺が発動した際に1/2の確率で発動し、たとえ相手へのダメージが0でも、敵を一撃で倒す。
- 召喚（サマナー、ネクロマンサー） - 亡霊戦士を召喚する。召喚するには使用者の四方に空きがあり、かつフィールド上に自分の召喚した亡霊戦士がいないことが条件。また、呼び出し可能な地形は歩兵ユニットが進入できるエリアであり、高い山などには召喚できない（呼び出してから移動させるのは可能）。
- 踊る（踊り子） - 隣接する味方ユニット1人を再行動可能にする。
- 魔物特効（司祭） - 魔物に対して特効効果が発動する[注 3]。

## キャラクター
担当声優は『ファイアーエムブレム ヒーローズ』・『ファイアーエムブレム エンゲージ』での配役。

### ルネス王国

#### ルネス王家
エイリーク (Eirika) ／ロード→マスターロード
声 - 水橋かおり
本作の主人公のルネス王国の王女。心優しく素直な性格。戦いは好まず実戦経験も無いが、彼女の描くレイピアの華麗な軌跡に魅了されている者は多い。専用武器はレイピアとジークリンデ。
物語開始時に自国をグラド帝国軍に侵略され、王都から逃亡しフレリアへ逃れる。その後は兄・エフラムを助けるために旅を続け、水城レンバールにて逆にエフラムに救出される形で合流する。一旦兄と別れ、ロストン聖教国の協力を得るためにカルチノを経由したが、そこでカルチノの内乱に巻き込まれ、その後はフレリア王子ヒーニアスと行動を共にする。ジャハナでヴァルター、ケセルダ両将軍の攻撃を受けていたところをエフラムの救援で救われ、以降は完全に兄と合同で戦うようになる。
肌身離さず持たされていた“月の腕輪”とエフラムの持つ“太陽の腕輪”を二つ合わせることでルネスの聖石が収められているルネス城の隠し部屋に入れるようになっており、そのためにグラドはルネス城を陥落させてもルネスの聖石を破壊することができなかった。また、月の腕輪はエイリーク専用のクラスチェンジアイテムにもなっている。主人公であるエイリークとエフラムのみクラスチェンジに分岐が存在せず、昇格後は馬に乗るようになる。
後日談ではゼト、ヒーニアス、サレフのうち支援Aになった相手と結ばれる。ゼト以外の二人と結婚した場合、夫となる男性の故郷へ嫁ぐことになる。なお、身分を隠して行動していた際には、傭兵団の一員のエイリスと名乗っていた。
エフラム (Ephraim) ／ロード→マスターロード
声 - 八代拓、加隈亜衣（幼少期）
本作のもう1人の主人公。ルネス王国王子で、エイリークの双子の兄。正義感が強く行動的な性格だが、王子としての気品も併せ持っている。幼い頃から自分を支え続けてくれているゼト、フォルデ、カイルの3人は兄同然と考えている。槍の腕はルネス騎士団の中でも一目置かれており、戦争が起こる前には「槍一本で大陸一の傭兵になる」という発言もあった。
反面、勉学は苦手である。戦争の前は自身にルネス王国の後継者という自覚はなくエイリークが王位を継げばよいと考えていたが、戦乱のなかで次期ルネス王としての自覚が徐々に芽生えることとなる。三年前にエイリークに請われ剣を教えた。専用武器はレギンレイヴとジークムント。
物語開始前から前線でグラドと戦っており、不利な戦況を打開するため水城レンバールに攻め込む。ヴァルター率いる軍団に追い詰められるがすんでのところで逃げ切ることに成功し、その後は自分を救出しにレンバールに進軍してきたエイリークと再会する。再開の後は妹と別れグラド帝国に進軍するが、グラド帝都でこの戦争を引き起こした張本人を知りその事実に驚く。
“太陽の腕輪”を使うことで、エイリーク同様マスターロードにクラスチェンジ可能。
戦後はルネスの新王となり、亡き友のために、大地震で壊滅状態に陥ったグラドを救いに向かう。支援次第で、ターナとラーチェルのどちらかと結ばれる。
ファード (Faod) ／ジェネラル
ルネス王国を治める勇王。武芸に長け、国民から支持されていたが、グラド帝国からの侵攻の果てにで城の目前まで敵の大群が迫るまで戦局が悪化したのを受け、「戦に敗れた国の王としての責任を果たす」として降伏し、城も明け渡した。しかし、後述の様に聖石を守るための仕掛けだけは守っており、結果として自らの命を奪われはしたものの、最悪の事態だけは回避した。
かつては隣国のグラドとの友好関係を重んじる王であり、エイリークやエフラムがグラド帝都へ留学し、リオンと親交を結んだのは他ならぬ彼の意向によるものであった。
フリーマップで使用可能となる。

#### ルネス軍
ゼト (Seth) ／パラディン
声 - 小山力也
ルネス王国の聖騎士で、エイリークの護衛役。「真銀の聖騎士」の異名を持ち、ルネス騎士団の将軍の中では最も若いが、鋭い戦略眼でどんな些細なことも見逃さない。国王の命により、エイリークを守り陥落前にルネス城を脱出する。
忠誠心に篤い真面目な性格で、フランツなどの若い騎士からは憧れの存在として見られている。
シリーズ恒例のお助けパラディンだが、初期ステータス、成長率と共に高い。また、HPが0になっても戦闘に出られなくなるのみでストーリー上では死亡扱いにならないキャラの1人である。
フランツ (Franz) ／ソシアルナイト
ルネス騎士団に所属する最年少の少年騎士。フォルデの弟。上司であるゼトに信頼を寄せており、エフラムのお付きである兄も尊敬している。
幼い頃は騎士でありなかなか家に帰らない父を思って毎晩泣いていたが、兄の描いた絵を見て泣き止むようになった。
フォルデ (Forde) ／ソシアルナイト
声 - 川原慶久
ルネス騎士団に所属する騎士。フランツの兄。エフラムの直属の部下。明るくお調子者で、戦闘中でも平気で風景画を描いたり、昼寝をしたりする。カイルとは幼馴染でライバルの関係で、性格が正反対の彼とは言い争いも度々あるが、心ではお互いを誰よりも信頼している。幼い頃、武道大会最年少の部でカイルを破り優勝したことがある。人物画は母親を最後に描いていないという表現が度々出てくるが、描けないわけではない。
シリーズ恒例「赤緑騎士」の赤。
カイル (Kyle) ／ソシアルナイト
声 - 泰勇気
ルネス騎士団に所属する騎士。フォルデと同じくエフラムの直属の部下。忠実で生真面目な性格で、戦闘中でも剣や槍の素振りをしたり、武器や持ち物の手入れ、馬の健康状態の管理、隊の士気に乱れはないか、現在の場所の安全確認は万全か、などを確認したりするほどの几帳面である。フォルデとは幼馴染でライバルの関係。幼い頃、武道大会最年少の部の決勝戦でフォルデに敗れ、以後彼に勝つことを目標に日々努力し続けている。「マイア」という名前の妹がいる。木彫りの動物や人形を集めるのが趣味。ストーリー開始以前の時期に公式使節としてフレリアを訪問したことがあり、その関連で、シレーネと面識がある。
シリーズ恒例「赤緑騎士」の緑。
オルソン (Orson) ／パラディン
声 - 小杉十郎太
ルネスに仕える古参の騎士。物静かな性格でかなりの愛妻家で知られていたが、戦争の半年前に妻のモニカを亡くし落胆していた。
エフラムと共に行動していたが実は妻を生き返らせてやるとグラドに唆され、それを信じてルネスを裏切り、エフラムを追い詰める。その後はレンバールにて味方の振りをしてエイリークに近づき罠にかけようとするもゼトに勘付かれ、さらにはエフラムが現れた上にティラードが倒されたことで計略は失敗するも、企てに協力したことで結果に関係なく妻を生き返らせてくれることになっていた。その後はルネスの王都一帯をモニカ（正確には闇魔道の力で蘇った死骸）と共に治めていたが、その実態はモニカとの生活を第一にし、統治そのものにはあまり力を入れておらず、配下の傭兵（「金さえもらえれば、誰でもいいけどな」との発言から金で雇われた傭兵で、正規軍の兵ではないと思われる）からも気味悪がられていたが、それでもルネスにおけるグラドへの有力な協力者であったために王都一帯の統治をリオンから任せられ、エイリーク・エフラム達が迫ってくる事をリオン本人の口から直接伝えられる程であった。最後はモニカとの生活を守らんと自ら奮戦するが討たれ、モニカもエフラムの手で討たれた。
フリーマップで使用可能なキャラクター。安定した成長率を誇る。

#### ルネスの民
ガルシア (Garcia) ／戦士
ルネス領イム村に住む、元ルネス軍部隊長。戦いに明け暮れていたが、妻のシルリアの死をきっかけに家庭を省みなかったと考え引退、村でひっそりと暮らしていたが山賊の襲撃後、息子に活を入れられ再び戦線に復帰する。
ルネスにいた頃はその剛腕で敵を震え上がらせたと言われており、引退した今もその実力は衰えていない。一人息子のロスを誇りに思うと同時に、戦場での彼の身を案じていることも。
戦後はルネス軍に復帰し、再び部隊長に就いた。
ロス (Ross) ／かけだし戦士
声 - 村川梨衣
ルネス領イム村に住むガルシアの息子。父親のことを誇りに思っており、いつか父のような戦士になると意気込んでいて、戦に出た後もたまに稽古をつけてもらっている。
同年代の仲間と打ち解ける機会が多く、父以外の人間に褒められたりすると照れ隠しするなど、あまり素直になれない。
自軍では海賊になれる唯一のキャラクター。
ネイミー (Neimi) ／アーチャー
声 - 幸村恵理
ルネス領ラク村に住む少女。山賊に奪われた手鏡を取り戻しにいった幼馴染のコーマの救援をエイリークたちに依頼する。極度の泣き虫であり、コーマに何度となく泣かされているが、彼との間にはそれでも確かな繋がりができている。
祖父は一発の矢で必ず獲物を仕留める「一本矢のゼルヅァ」と謳われた弓の名手で、孫娘の彼女も同様に弓に長け、視力も抜群にいい。手先も器用で、装備品の手入れ、必要なものの製作はすべて自分で行っている。
山賊に奪われた手鏡はシスターであった母親の形見で、アスレイによれば相当貴重なものらしい。
コーマ (Colm) ／盗賊
声 - 山下大輝
ルネス領ラク村に住むネイミーの幼馴染の少年。根は素直だが、お調子者の一面がある。エイリークの腕輪を盗む場面があるが、ゼトの配慮により事が表沙汰になることはなかった。その後ネイミーと共にエイリークに従軍する。ネイミーのことは、からかいつつも大切に思っている。
勉強は苦手で、そのうえその性格のために仲間に迷惑をかけることもしばしば。幼少の頃はネイミーの祖父によく弓で狙われたらしい。一方では仲間の状況を細かく観察して気を配る一面も持つため、几帳面なカイルとは気が合い、彼を兄貴分として尊敬している。神官のモルダには頭が上がらない。
単独EDではルネス軍から密偵として勧誘を受けるが、その王家の者に狼藉を働いた前科があったせいか丁重に断り、貧しき民のために義賊として活躍する。
アスレイ (Artur) ／修道士
声 - 河本啓佑
神殿の命を受け魔物たちの浄化にあたっていた修道士。純真で穏やかな性格をしているためか、軍の人々にからかわれがちらしい。苦手なものは蜘蛛。
飛竜に憧れを抱いており、クーガーの飛竜にお守りをプレゼントしたりと動物を対等に扱っているようである。
母はテティスに似ているらしく、「ボク」と呼ばれていたらしい。
ルーテ (Lute) ／魔道士
声 - 永野愛
自らを天才と称すエキセントリックな若き女魔道士。「私、優秀ですから」が口癖。他人に何か説明をする際は情報の出所もかなり細かく示す口調である。
アスレイの幼馴染で好奇心が強く、興味の対象の調査への努力を惜しまない。基本的に他者へ興味を示すことは少ないが、自らの優秀性を脅かすと判断した相手には、徹底的な調査を試みる。幼馴染同士であるアスレイも含め、ほとんど敬語で話す。
学問には明るい一方、恋愛に関する知識は全くなく、アスレイに情熱的な告白をされた際にはとても狼狽した様子を見せている。アスレイかカイルと支援Aになると、結婚して子供を授かる。

#### バズバ山賊団
バズバ (Bazba)／山賊
戦争に乗じて、アジトのあるボルゴ峠の近隣の村々から略奪を続ける、バズバ山賊団の頭。その悪行を目の当たりにしたエイリークによって討伐すべき者と見なされ、略奪で滅ぼされたラク村のネイミーの案内を受けたエイリーク一行とアジトにて一戦交え、敗れた。
ボン ／山賊
バズバ山賊団の団員。バズバの指図によりイム村への略奪を行うが、その様子を目にしたエイリーク一行と交戦の末倒された。

### グラド帝国

#### グラド皇家
ヴィガルド (Vigarde) ／ジェネラル
声 - 三宅健太
穏健帝といわれるグラド帝国の皇帝。温厚で心優しい性格で民や臣下から支持されていたが、ある時突然人が変わり、世界各地へ侵攻を開始した。
実は、病魔に蝕まれていたヴィガルドは一年前に病没しており、侵攻を命令したヴィガルドは、皇帝を継ぐことに不安を抱いていたリオンによって生き返らされたものである。そのために感情などは有さず、リオンの命令のみに従う傀儡でしかなかった。
直接・間接攻撃両方が可能である強力な武器スレンドスピアを持つだけでなく、ステータスも高い強敵である。しかし、本来は既に死亡した身であったのを生き返らされた存在であるためか倒されると同時に、その身体は灰と化した。
生前のヴィガルドは病魔に侵されながらも国と民を思いやる人物であり、リオンやノールが突き当てたグラドが滅びる未来に対してリオンならば救いの道を見出せると希望を抱いていた。一方でエイリークやエフラムとの縁から「ルネスに頼ってはどうか」と提案したリオンに対しては「グラドの滅びの危機から救ってくれルネスに頼むのは、身代わりに滅んでくれと頼むのと同じで、そもそもまともな為政者ならばそのような頼みは聞き入れない」と反対し、ルネスを巻き込むことなくリオンに自らの手でグラドを救うよう国の運命を託して死んでいった。だが、このリオンへの期待と、他国の支援を当てにしない方針が結果として彼を精神的に追い詰め、魔王の力を手にして国を救うという暴挙へと走らせてしまった。
なお、リオンを暴走させた真相を知ったエフラムが大地震に見舞われたグラドに対し、「これはグラドの悪行への報い」と評する者が少なくない中で自ら救援のためにグラドへと向かったことで、ヴィガルドの先述の考えが間違っており、ある意味最初からルネスを頼っていた方が良い事が証明された。
リオン (Lyon) ／ネクロマンサー
声 - 中村悠一、田村睦心（幼少期）
グラド帝国の皇子で、エイリーク・エフラムの親友。
聡明で心優しいことで有名だったが、武芸の才能がまったく無く、剣術でエイリークに負けてしまうほどの自分に引け目を感じていたことがあった。此度の戦争の黒幕だと噂されている。
聖石や闇魔導の力を利用しての研究の末に人の怪我や病気を治す方法を探しており、一般公表されていない父の病魔を癒す術を見出すべく研究を重ね、ある時既存の方法では癒せない重傷を負った子供を助けることに成功するという成果を出した。これらは留学当時のエイリークやエフラムにも語っており、二人からも称賛されたが、それでも父の病魔を癒すには至らず、さらにはグラドに大地震が発生する未来が確定し、そこからの救済策を見いだせない内に父の死が重なり、マクレガー司祭の戒めを破って聖石の封印を解き、魔王が封じられた聖石から抽出した魔の力で「魔石」を生み出し、ヴィガルドを蘇生させた後に聖石を破壊。他国の聖石の破壊を命じた。
エイリークかエフラム（エイリーク編ではエイリーク、エフラム編ではエフラム）に自分の心中を語り、非業の最期を遂げる。また、エイリーク編とエフラム編では位置付けが異なり、前者では身体は魔石の力に侵されており、エイリークたちを遠ざけようとするが、最終的に魔王に支配されてしまう。後者では逆にリオンが魔王を支配し、エフラムたちと敵対するが、それは意識があったためで、やはり身体を支配されていた。
強力な闇魔法「ナグルファル」を操り、その一撃は全敵ユニット中最強であるが、その重量と恵まれない体格、境遇ゆえか、回避率は序盤の敵とほとんど変わらない。なお、守備能力自体は非常に優れている。
エンディングでは、初めて三人が出会った時の場面が描かれる。
フリーマップで最後に使用可能となる。

#### グラド帝国三騎／六将軍
グラド帝国に使える有力将軍達。当初はデュッセル・セライナ・グレンの三人で「帝国三騎」と称されていたが、各国への侵攻開始後に「三人だけでは手が足りない」として、ヴァルター・ケセルダ・アーヴを加えた「帝国六将軍」へと改められた。
デュッセル (Duessel) ／グレートナイト
声 - 楠見尚己
【黒曜石】の二つ名を持つ、帝国六将軍の古参の将。軍事、政治共に最も皇帝から信頼されていた帝国三騎の一人で、国民や部下からの人望も厚い。帝国三騎、帝国六将軍ともに筆頭格にあたる。エフラムの槍の師でもある。
今回の戦争に疑問を抱いており、物語中盤にヴィガルドから裏切り者の汚名を着せられセライナに処刑されそうになっていたところをエフラム率いるフレリア軍に助けられ、以後は行動を共にする。戦いのなかでは常にグラドの将来を案じていた。戦いの後はグラドの復興に力を注ぐ。小型の槍のコレクションを携帯しており、希少な物や危険な物まで持ち合わせている。その中には家督相続の証として受け継がれている物もあるが、自身に子が無いことから、クーガーと支援Aである場合に限り彼に一時的に譲渡されることになる。
セライナ (Celena) ／マージナイト
声 - 渡辺優里奈
【蛍石】の名を持つ忠義の将。帝国六将軍の紅一点にして、帝国三騎。遠距離魔法「サンダーストーム」の使い手として知られる。
貧しい寒村の出身で、かつて幼い頃に、皇帝ヴィガルドが大寒波に襲われた自分の村を救うために食料や衣服を送ってくれたことに恩義を感じており、それに報いるため絶対の信頼と忠誠心を持ってグラドの将軍となった。
離反したデュッセルを処刑しようとするが、ヴァルターの策略で任を外され、ヴィガルドの信頼をも失いかける。ミルラの話を聞き主君の命に疑問を抱きつつも、グラド本国目前でエフラムたちを迎え討つ。エフラムとデュッセルから降伏を勧められるもそれを是とせず、最期は帝国の将として散った。フリーマップで使用可能となる。
グレン (Glen) ／ドラゴンマスター
声 - 山中真尋
【日長石】の名を持つ竜騎士。平民出身である帝国六将の1人で、帝国三騎。武術の腕はあるが、戦闘をあまり好まない性格。ヴィガルドの命令にはデュッセルやセライナ同様に疑問を抱いていたが、皇帝の命令に間違いはないと信じていた。かつてヴァルターの蛮行を告発し彼を追放したために、ヴァルターとは仲が悪い。
物語中盤、ポカラの里でエイリークと対面し追い詰めるも、ヒーニアスと彼女の言によりヴィガルドの行動への疑問を強めることになる。真意を確かめるため帝都に引き返そうとするが、その一部始終をヴァルターに見られてしまい、復讐も兼ねて襲ってくるヴァルターと一騎討ちになり、部下諸共殺害された。帝国将の中では唯一本編での戦闘に参加しないキャラクターであり、フリーマップで使用可能となる。
エフラムルートではヴァルターに殺害される様子が描かれていないものの、事後にジャハナでエフラムやエイリークとヴァルターが対峙するのは変わらないため、クーガーとヴァルターが交戦する際に会話の中で「兄よりは楽しませてくれよ？」とヴァルターが発言している。
ヴァルター (Valter) ／ワイバーンナイト
声 - 大川透
【月長石】の名を持つ、蛇竜騎士団の部隊長。帝国六将の1人で、ワイバーンを操り戦う残虐非道な戦闘狂。かつては帝国三騎の一人だったが、敵国の民を虐殺した罪で帝国から追放されていた。しかしリオンの意向により呼び戻され、再び将軍の座に返り咲く。自分を追放するよう進言したグレンを憎んでいる。
ただの戦闘狂に留まらず、非常に狡猾な策略家でもあるという梟雄ぶりで、事実帝国三騎を壊滅に追いやったのもほぼすべてが彼一人によるものである。部下に対しても非常に冷徹であり、作戦をしくじった部下は彼のワイバーンの餌食となる。物語の最初にエイリークとゼトを追い詰め、ゼトに手傷を負わせたにもかかわらず、「戦いを楽しむ」という理由であえて逃がした。
彼が殺人狂になったのは、彼の槍が壊れた際にデュッセルの持つ「魔性の槍」を使用したさいに瘴気に憑かれたため（元々残虐な性格だが、槍の影響で残虐さが増長されている）殺人衝動が目覚めてしまったからである。物語後半にエイリーク・エフラム達に倒されるまで狂ったままだった。ストーリーのなかでステータス変化が最も激しいキャラクター。フリーマップで使用可能となる。
ケセルダ (Caellach) ／勇者
声 - 大泊貴揮
【虎目石】の名を持つ、傭兵上がりの野心家。帝国六将の1人だが出身はジャハナで、ヨシュアとは傭兵時代良き相棒だった。この戦で、一傭兵から帝国将軍にまでのし上がった。フレリア、ジャハナの聖石を破壊し、ヨシュアの母、イシュメアを殺害した張本人。普段からかなり粗暴な口調であり、敬語で話すのが苦手。敵であれば戦えない者でも容赦なく手に掛ける性格だが、女には比較的優しいらしく、ヴァルターの残虐性と比べられることを嫌っている。野望の達成まであとわずかというところでエイリーク・エフラム達に討ち取られる。
ヨシュアには傭兵として成り上がり王になるのが夢だと語っており、いずれはリオンや魔王をも倒してすべての王になるつもりだったようである。また、リオンとの会話でも「この斧でグラドで成り上がって見せる」と語るが、この時はリオンからいずれ自分も倒して成り上がるつもりではと指摘されるものの、適当にはぐらかしている。
クラスは勇者で、斧を専門に使う。エフラムルートではイシュメアが殺されるところが描かれていないため、ヨシュアとの会話は酒場のツケをめぐる内容となっている。フリーマップで使用可能となる。
アーヴ (Irv) ／司祭
声 - 松本忍
【血碧石】の名を持つ異端の司祭。帝国六将の1人。かつて自分を破門したロストン正教皇・マンセルに対して恨みを持ち、魔王の復活を目論む。グラド兵のほかに、魔物をも指揮する。六将のなかで、最後まで敵として立ちはだかった人物。
ボスとしては二度登場するが、二回とも戦わずしてクリアすることは可能。二度目は一度目と比べてステータスが大幅に上がっている。最後は、魔王の復活に嬉々としながらエイリーク・エフラムたちに倒された。フリーマップで使用可能となる。

#### グラド帝国軍
クーガー (Cormag) ／ドラゴンナイト
声 - 関幸司
グレンの実弟で、彼の副官。見た目は強面だが、実は温厚な性格。飛竜の名はゲネルーガ。
エイリーク編ではヴァルターに騙され、エイリークを兄の仇と誤解して命令を無視し王都を飛び出して戦いを挑んでくるが、彼女の言葉により、真の仇を殺すためにグラドを裏切って行動を共にする。エフラム編ではセライナと共にデュッセル討伐に向かうが、父親同然の存在であったデュッセルの離反を信じ切れず、エフラムと共に行動することになる。
普段は傷を負った猫を助けるなど心優しい性格の持ち主だが、戦場では人が変わる。デュッセルをはじめグラド出身者が自国に疑いを持つなかで、彼だけは常に自分がグラド帝国の人間であることを誇りとしていた。戦いの後は自由騎士を名乗り各地を放浪するが、ターナと支援関係がAの場合にはフレリアに一兵卒として仕えることになる。
アメリア (Amelia) ／新人兵士
声 - 永野愛
グラド領シルバ村出身の少女。幼い頃、母を山賊に連れ去られたことをきっかけに強くなろうと決意し、グラド軍に入隊する。母の名前はミリアーナ。ロスとは同い年。
芯がしっかりした性格で装備品の手入れは毎日怠らないが、せっかく用意した松明を民家に忘れるなどのうっかり者な面がある。
自分が所属している軍から敵であるエイリークやエフラムの風評を聞かされていたが、実際に本人らに会って風評ほどの悪い人物ではなかったことと、かねてから軍のやり方に疑問を抱いていたことと相まって、彼らに投降する。
エフラム編では、かなり強気な性格として描写されている。
なお、実は山賊に連れ去られた母は、数年前に山賊を討伐したデュッセルにより救出されており、デュッセルとの支援がAになれば、母親と再会するというハッピーエンドを迎えることができる。
ナターシャ (Natasha) ／シスター
声 - 小倉唯
グラドの神殿に所属するシスター。マクレガー司祭の遺言を受け、聖石に迫る危機を伝えるために国境を抜けようとしたところを見つかってしまい、反逆の罪でグラド軍に追われていた。当時グラドに雇われていたヨシュアとは、この頃から繋がりができ始める。
民の救済を何よりもまず第一に考えており、自分と同じグラドの人間と戦うことにも躊躇いを感じている。
全キャラクターのなかでは、唯一人彼女のみ死亡時の台詞が2種類存在する。
なお、彼女自身はエイリークとセレフィユの街中で遭遇するまでは直接の接点を持たなかったものの、彼女の師であるマクレガー司祭はリオンの教育係を務め、グラドに留学していた当時のエイリークやエフラムも指導しており、とりわけエフラムにとっては「ルネスの王位を継ぐ者としては不勉強」と叱責してくる頭の上がらない存在であった。
ノール (Knoll) ／シャーマン
声 - 木島隆一
グラド帝国の宮廷魔道士の生き残りでリオン直属の研究員。今回の動乱の原因を知っておりリオンを止めようとするが、反逆罪の罪状でリオンによって処刑されかけていた。刑が執行される前日、エフラムたちに救出される。
リオンと共に闇魔道を用いてグラドの未来を予見し、災厄によるグラドの滅亡を目の当たりにした。民を救うために「魔石」に手を出したリオンを止められなかったことを悔いている。一般的に忌み嫌われがちな闇魔法の使い手ということであまりいい境遇にはおらず、物事を否定的にとらえがちである。その経緯からか、自軍に参戦するユニットの中では珍しく幸運の初期値が0（エイリーク編では稀に1）である。
ティラード(Tirado)／ジェネラル
ヴァルターの副将で、参謀も務める。ヴァルターに劣らない冷徹な性格で、慇懃無礼な敬語を使う。策謀家であり、自分の計略には絶対的な自信を持つ。水城レンバールでエフラムたちを罠にはめ、エイリークたちを迎え討つ。策を破られ倒される際には、多少ながら敬意を見せてくる。
ベルナ(Beran)／フォレストナイト
ヴァルターの部下。セライナに代わりデュッセルとエフラムの討伐をヴァルターより受けるが、時間が掛かり過ぎ失敗、ヴァルターの制裁を恐れて逃亡する。
アイアス／グレートナイト
ケセルダの副将。傭兵時代からケセルダのそばで活躍していた。派手な功績はないが負けない慎重な戦いを得意としており、今まで一度も敗北を喫したことがない。エイリーク編で登場し、直接倒した場合は今まで破られなかった鉄壁の防御の陣を崩したことに対し、武人としての敬意をエイリークに払う。倒さなかった場合、ケセルダが押さえていたはずのロストン聖騎士団が駆けつけたため敗走、ケセルダの過去を知っているため、後々邪魔者になる可能性があると判断した彼によって始末される。
ゲブ(Gheb)／ウォーリア
グラド帝国軍の部将。リグバルド要塞の司令官。部下を虫けらのように扱う非情な男。肥満体の大柄な男で「ぶふぅ」が口癖で、ターナに「気持ち悪い」と評されている。部下に対する扱いが非常に悪かったため人望は皆無に等しく、要塞の制圧後はとくに反乱も起きなかった。
ノベラ(Novala)／シャーマン
アーヴの部下。表面上は上司であるアーヴに媚びへつらっているが、本心では自分に遠慮なく「小物」呼ばわりしてくる彼への忠誠心は欠片もなく、帝国将の地位を狙っている。勝利のためなら手段は選ばない卑劣な男で、村人を人質にとってエイリークに月の腕輪を渡すよう要求する。執着心が強いためか、シャーマンにしてはかなりHPが高い。
ゾンタ(Zonta)／傭兵
ティラードに雇われた傭兵隊の長。水城レンバールでティラードの計略で捨て駒に利用され、エフラムに倒された。
マーレイ(Murray)／ソシアルナイト
ティラードの部下。シューターを使った作戦でレンバール城を防衛する。ティラードはもともとエイリークたちを城に誘い出すつもりだったため、彼もまたティラードに捨て駒にされたようである。
ザール(Saar)／アーマーナイト
グラド帝国軍の忠義の部将。セレフィユ国境守備隊の隊長。帝国に絶対の忠誠を誓っており、皇帝の乱心に揺れるグレンを感服させた。
ブレゲ／アーマーナイト
グラド帝国軍の中隊長。ルネスとフレリアの途中にあるミュラン城を占領し、ターナを人質に取るが、その直後エイリークたちに奪回される。
オニール／戦士
グラド帝国軍の小隊長。逃亡したエイリークとゼトを追撃する。

### フレリア王国

#### フレリア王家
ヘイデン (Hayden) ／フォレストナイト
知略に優れ、賢王の名で知られるフレリア王国の国王。ルネス王国のファード王とは親友の間柄だった。王都が陥落し、フレリアを頼ってきたエイリークを快く迎える。ターナを溺愛している。フリーマップで使用できる。
ヒーニアス (Heanius) ／スナイパー
声 - 福山潤、花守ゆみり（幼少期）
フレリア王国王子。人に隙を見せない策士として名を馳せる。エフラムをライバル視しているが、それはその実力を認めているからこそと言え、喧嘩仲間のようでもある。物語中盤、ジャハナへ向かうためカルチノを経由するが、そこでカルチノの裏切りに遭い、進路も退路も断たれていたところをエイリークに救出される。その後はエイリークと行動を共にし、ジャハナへ向かう。
冷徹な策士であり、人に悪く思われるようなことを言うが、自分の身を犠牲にしてでも他人を巻き込まないようにしたりするなど、根は優しい人物で天馬騎士団には彼に思いを寄せる女性が大勢いる。プライドの高い自信家でもあるが、同時に努力も惜しまない。
ぶっきら棒だが、妹であるターナを心配している。戦に出ていることはもちろんだが、どうやら本音は彼女の結婚相手が気にかかるようだ。スナイパーとしての腕も一流で、支援会話では、ヒーニアスが三本の矢を同時に三つの的に当てたという話や、幼い頃異国の射手と勝負し、普通は子供では届かない距離の的に角度を計算して中央を射た話などがある。ゼトと同様、HPが0になった際には離脱扱いとなり、ストーリー上では死亡しない。戦後は、順当にフレリアの新王に即位した。
ターナ (Tana) ／ペガサスナイト
声 - たなか久美
フレリア王国王女。愛馬の名前はアキオスで、師匠であるシレーネに名付けて貰った。兄とは正反対の性格をしており、気さくな性格で人々から好かれるが、そのお転婆な性格で父や兄を困らせる。しかし落ち込んだエフラムを心配し、声をかけるなどの優しさも持ってる。エイリーク、エフラム両者の無二の親友であり、グラド討伐の際にもヘイデンの制止を振り切って無断でエイリーク、エフラムの軍に加わる。ただ、エフラム編では始めはゲブに拉致されてしまい、装備品がまったくない状態でスタートする。幾多の戦闘を経験していくうちに、年齢・実力共に上のはずのシレーネを逆に身を挺して守ろうとするなど、芯の強さが備わるようになる。

#### フレリア軍
ギリアム (Gilliam) ／アーマーナイト
声 - かぬか光明
フレリア東部国境守備隊の隊長である重騎士。物静かで頼りになる男。モルダとは、ヘイデンが王位に就いてから15年来の付き合いである。腕力はフレリアの中でも1、2位を争い、ガルシアにもひけをとらない。大柄なうえに強面のため、真剣な顔つきになると周りから距離を置かれることも。
モルダ (Moulder) ／神官
フレリア王国の神官。神官らしく温厚な性格をしており、長年の間に培ってきた豊富な人生経験により、同国の騎士にとくに信頼される。ヘイデンの戴冠式のときには彼に冠を授ける役割を賜り、ギリアムとはその時からの付き合いである。
ヘイデンのご意見番であり、ヒーニアスが新王になった後は彼の相談役も務めた。
魔道系ユニットの中ではけた外れのHPの成長率を誇り、体格も高い。
ヴァネッサ (Vanessa) ／ペガサスナイト
声 - 三澤紗千香
フレリア王国の天馬騎士。愛天馬ティターニアを駆り戦場を舞う。自国の王子にほのかな恋心を抱く生真面目な女性。その生真面目さゆえ、少々不器用な面があるが、芯がしっかりしており、皆から頼りにされる存在。
その持ち前の芯の強さは、幼い頃に父親が倒れて死にかけたときに困惑する母や姉を慰め、さらには木の実を集め街の人達に必死で売り回り、結果薬を買うことができ、父親の命を救ったことがある。
姉のシレーネに対しては、隊長と部下関係の差に劣等感を抱き複雑な心境であったが、シレーネの側はヴァネッサの芯の強さを尊敬しており、このことが姉が天馬騎士になることを決意させたきっかけとなったということを知り、姉と自分はそれぞれ長所が違うことを知る。
単独EDでは以後も一騎士として忠節を捧げる内容であるが、戦後にヒーニアスの側室として生活する分岐ストーリーがある。
シレーネ (Syrene) ／ファルコンナイト
声 - 金元寿子
フレリア第3部隊長を務める天馬騎士。ヴァネッサの姉で、ターナの世話係でもある。フレリア軍を率いグラド残党を討伐していたが、反撃でフレリア軍が壊滅してしまい、自身も危ういところをヒーニアスらに助けられる。
面倒見がいい性格で、軍の姉的存在。ヴァネッサやターナをはじめ、各人の悩みなども積極的に聞いてやっている。
能力値は決して低くはないのだが、加入する章が最も遅いため、手塩をかけて育てたユニットと比べるとどうしても見劣りする。
ルネス騎士団のエフラムの直属であるカイルとは、昔からの知り合いである。

### ジャハナ王国

#### ジャハナ王家
イシュメア (Ismaire) ／女王（フリーマップ時はソードマスター）
ジャハナ王国を治めている女王。その天女なまでの美貌から、白砂の女王と言われている。夫と死別した後、女王としてジャハナを守り続けて来た。
物語中盤、軍団長のカーライルの反乱によって占拠された王宮でケセルダによって致命傷を負わされ、制圧後に息子のヨシュアが立派に成長して帰ってきたことを知り、ジャハナの双聖器を彼に託して安らかに逝く。フリーマップで使用可能。
ヨシュア (Joshua) ／剣士
声 - 野島裕史
傭兵として各地を放浪していたところをグラドに雇われる。無類の賭け好きであり、とくにコイントスによる賭けを好む。美人のナターシャを斬るのは気が進まなかったため賭けを挑み、負けたということで寝返る。仲間になるときや支援会話でも、賭け事絡みの会話が多い。イカサマも得意だが、過去に自分がハマって痛い目を見たために身に付けただけであり、それで勝負に勝つことはしない主義。
その正体は10年前に出奔していたジャハナ王国王子。エイリーク編を経由しなければ正体が判明することはないが、後日談では両編とも「国王になった」と明記されている。一国を治めるという堅苦しい役職や窮屈な王宮の暮らしを嫌い、身分を捨て諸国を巡って見聞を広げる目的で、「世を知るため旅に出る」という手紙を残し、一人旅に出た。そこで気ままな傭兵生活を送っていたが、母への負い目はあったらしく、ジャハナへ戻った際は母を救えなかったことを悔いていた。ケセルダとは傭兵時代の仲間で互いに認め合う悪友であり、彼とのタッグで右に出る者はいなかったらしい。
賭け事にハマったのは、勝負の行方は力以上にツキが左右すると信じているため。戦いが終わった後、王としてジャハナを治めるため、ジストやマリカなどに声をかけている。
シリーズ恒例のキルソード持ちの美形剣士。

#### ジャハナ軍
カーライル／ソードマスター
ジャハナ王国の軍団長。ヨシュアの剣の師。魔法剣「かぜの剣」の使い手。
物語中盤、女王への愛ゆえに反旗を翻し、グラド帝国の力を以てジャハナ王宮を占拠する。しかし、イシュメアを手に入れた瞬間に彼女をケセルダに拉致されてしまい、イシュメアを案じながらエイリークたちに倒された。
エフラムルートでは登場しないが、カーライルを利用した策そのものにケセルダは絶対的な自信を持っており、持ち場であるジャハナを離れてエフラムを討ち取らんとグラドへ移動した件でアーヴから追及された時も「放っておきゃ勝手に滅びる」と評していた。しかし、エイリークが今も健在であることをアーヴから伝えれるや「ヴァルターの奴が遊んでいるからだ」と愚痴をこぼし、ジャハナへと急行することとなった。
敵ユニットの中では最高の回避率に加え、高い必殺率を誇り、かぜの剣による間接攻撃も可能とする。

#### ジスト傭兵団
ジスト (Xyst) ／傭兵
声 - 津田健次郎
ジスト傭兵団の隊長を務める。【砂漠の虎】の異名を持つ実力者。傭兵にそぐわないほどの人情の持ち主。
彼が傭兵となった理由は、友人が「傭兵になって名声を挙げる」と言い出したのに対し、彼を死なせないようにするため。その友人はサレフによって殺されたが、結局その後も他の仲間たちを死なせたくないという思いから傭兵を続けている。
顔にある傷は、駆け出しの傭兵の頃にとある王国の騎士に負けた時につけられた傷。当時自信家であったジストは、その戦いを機に性格を改めた。
上記の理由から一時期サレフを恨んだことがあるが、後日彼に助けられてからは、親友の間柄になっている。
テティス (Tethys) ／踊り子
声 - 桑谷夏子
ジスト傭兵団に所属する踊り子。その妖艶で情熱的な踊りで人々を元気付ける。情報収集や兵站の管理など、団の裏方としての役割も担う。「良い○○と、もっと良い○○がある」というのが口癖。
貧しさゆえに幼い頃に親に物心も付いていない弟と共に捨てられた過去を持ち、辛い生活の中で旅芸人の踊りを見よう見真似で覚え、生計を立てた。傭兵団に入ったいまでも、ユアンのことを気遣っている。また、マリカと同じく、ジストに惚れている。
ユアン (Ewan) ／魔道士見習い
声 - 世戸さおり
テティスの歳が離れた弟。サレフに押しかけ入門した見習いの魔道士。サレフも認めるほどの天賦の魔道の才能を持つ。好奇心旺盛で、サレフをはじめよく周りに世話を焼かせている。将来は凄腕の魔道士になることを夢見ており、テティスからいつまでも子供扱いされることに少し不満を感じている。そのため、姉にはあまり素直になれないでいるが、自分を守って育ててくれたことには心から感謝している。
マリカ (Marisa) ／剣士
声 - 中原麻衣
ジスト傭兵団に所属する剣士。【緋閃】の二つ名を持つ。無口で感情表現が苦手なために冷徹な人間と思われがちで、グラド兵の一人に、「すげぇ美人だがあまり近づきたくない女だ」と言われている。隠し事も苦手で、よくジストやテティスから遊ばれることも。隊長であるジストの命令を絶対としており、同時に彼に密かな想いを寄せているようだ。ジストが一緒にいないときは、利き腕である左手では戦わない。
傭兵であった父親に幼い頃から剣術や傭兵として生きる術を教え込まれており、父を超えることが彼女の目標。剣の腕は相当なもので、後日談では名うての剣士を多数相手にしたが、長らく無敗を誇ったことが語られている。

### ロストン聖教国
マンセル (Mansel) ／教皇
正教皇と呼ばれているロストン聖教国の教皇。ラーチェルの身を案じており、たまに支援金を贈るなどしている。
ラーチェル (L'Arachel) ／トルバドール
声 - 生天目仁美
吟遊詩人のサーガに憧れ、流浪の美少女として魔物を成敗する旅に出た少女。その正体は正教皇マンセルの姪であり、ロストンの聖王女。自己中心的な性格で、周りを振り回すことが多いが、聖王女らしい気品も備えている。ヒーニアスとは犬猿の仲。人知れず魔物退治をしていると言っている割には、誰もが自分のことを噂するようになってほしいと考えているなど、目立ちたがり屋でもある。どこか抜けているようでいながら、エイリークを気遣うなど、しっかりした面も見せる。両親は、魔物との戦いのなかで、彼女が物心つくまえに命を落としたという。戦いの後は一度ロストンに戻るが、その後また魔物を成敗する旅に出たらしい。ゼトやヒーニアス同様、HPが0になっても戦闘に出られなくなるだけでストーリー上では死亡しない。
戦後は叔父の跡を継ぎ、ロストンの指導者となった。
ドズラ (Dozla) ／バーサーカー
声 - 伊丸岡篤
ラーチェルが幼少の頃から仕えている従者。怖そうな外見に反して朗らかな性格で、豪快に「がはは！」と笑っている。無類の酒好き。ラーチェルに対しては従者というより、保護者としての目線から見ているようである。ミルラに対して、自分が47歳であると語っている。

### カルチノ共和国
レナック (Rennac) ／ローグ
声 - 伊東健人
カルチノ共和国出身の盗賊。金払いが良いと思ってラーチェルを護衛していたが、ラーチェルのお転婆と、ろくな報酬が得られないことに愛想を尽かしてカルチノではぐれて別れる。後にグラドに雇われてラーチェルと再会するが、結局は彼女のペースに振り回される形でついてくることになる。
貿易商の父を持ち、子供の頃から社交パーティーなどに招待されることが多かった。そのため、社交ダンスなどもいっぱしに踊れる。親が裕福なのにもかかわらず盗賊となったのは、父親の「欲しいものは自分で何とかしろ」という教育方針から彼がたまたま選んだ仕事だからである。戦後は、ラーチェルの命で強制的にロストンに移住させられた。
パブロ／賢者
カルチノ共和国長老の一人で、親グラド派の代表。金が全ての貪欲な老人で、金で雇った大勢の私兵を持つ。自らも賢者として魔法を行使する。ヒーニアスを陥れ、亡き者にしグラドに取り入るつもりだったが、ヒーニアスの怒りに触れ、エイリーク達に一度は倒される。しかし一旦は撤退し、その後はクリムトの支援を得たフレリア正規軍に追われ、少し後の章でグラド軍と交戦中のエイリーク達の前に能力が上がった状態で再び現れる。倒されてなお、金のことを気にしていた。
クリムト
カルチノ共和国長老の一人で、穏健派の代表。パブロに命を狙われたが、エイリークとヒーニアス達に助けられる形となり、その後はフレリア軍を支援する。
ビンクス／ウォーリア
傭兵隊の長。パブロに雇われ、貿易港キリスでエイリークたちを襲撃する仕事を5000Gで請け負った（強さを見て割に合わないとぼやいた）。エイリークたちに倒されるが、この事実は「エイリークによるキリスの民の虐殺」としてグラドに伝わった。

### ポカラの里
サレフ (Saleh) ／賢者
声 - 村上聡
竜人を守護するために遣わされた賢者。ポカラの里の長である大婆の孫。ユアンの師。
無愛想な性格だが、確かな実力の持ち主。まだ幼いユアンの魔道の才をいち早く見抜き、弟子にした。ジストとも交友関係がある。
最初から上級クラスではあるが、能力値は全体的に高く、終盤まで頼りになる存在。
ダラ
ポカラの里を治める大婆。若い頃にムルヴァに会ったことがある。ミルラを「竜人さま」として崇め、「マムクート」という呼び方を侮蔑語とみなして嫌う。

### 闇の樹海
ミルラ (Myrrh) ／マムクート
詳細はマムクート#マギ・ヴァル大陸のマムクートを参照。
ムルヴァ／マムクート
詳細はマムクート#マギ・ヴァル大陸のマムクートを参照。
フォデス (Fodes) ／魔王
声 - 中村悠一
古にマギ・ヴァル大陸の支配を目論んだ魔王。
リオンの身体を媒介に、現世への復活を目論む。エイリーク編では最初からリオンの体を乗っ取り操っていた。エフラム編では実はリオンを操っており、最後には本性を現す。
リオンが倒れたあと彼の身体を利用して復活を果たす。しかし、エフラムとエイリークによって唯一残ったロストンの聖石に魂を封じられ、その後肉体も討ち果たされる。

## 用語
聖石
魔を退ける力を持った、五つの石。遥か昔、グラドをリーダーとする五人の英雄達が魔王の力を封じるのに用いた。とりわけ、最も強い力を持ち、魔王の魂を封じたグラドの聖石は【ファイアーエムブレム】とよばれる。
魔石
ファイアーエムブレムから純粋な魔だけを抽出した闇色の石。聖石以上の力を持ち、リオンはこの力を用いてヴィガルドを蘇生させた。

## 地理
マギ・ヴァル大陸
本作の舞台となる大陸。約800年前は魔物が跋扈し、人々は滅びの危機に瀕していたが、英雄グラドをはじめとする者たちの戦いの果てに魔王の魂を聖石に封印し、平和を取り戻した。この戦いの後、グラドを含めた戦いを生き残った英雄たちの手によって後述の国家が建国されることとなるが、ミルラの実の両親の様に、現代では伝説として語られる魔王との戦いの中で散っていった、後世に名前の伝わらない戦士も大勢いた模様。
大陸各国では「大陸歴」なる記年法が用いられ、劇中における現代は大陸歴803年となっている。

### 国家
ルネス王国
勇王ファードが治める、エフラムとエイリークの出身国。山間部に位置し、武勇に優れる国とされるが、突然のグラドの侵攻により陥落する。その後はろくな統治もされず（帝国三騎の会話によると、ヴィガルドが統治に関して何の命令を下さない手前、いかなる統治も「皇帝の命令無しで、勝手には出来ない」模様）、荒廃することになる。
バズバ山賊団
グラドの侵攻によるルネスの荒廃に乗じて村々から略奪を行う、バズバが頭を務める凶悪な山賊団。拠点はボルゴ峠の山中のアジト。ルネスの騎士団をはじめとする軍が戦争による多大な犠牲で崩壊し、治安維持もままならなくなったのに加え、グラドもまともな統治を行わないために事実上野放しにされていた、まさにルネスの荒廃を象徴する存在。
グラド帝国
魔王を討ち果たした英雄である建国帝グラドによって建国され、現在は穏健帝ヴィガルドが治める、大陸のうち南半分を占める大国。魔王の魂を封じた聖石「ファイアーエムブレム」を持つ。皇帝は穏やかな人柄で有名だったが、突如として各国に侵攻を開始する。飛竜はグラドのみにしかいない。大半は弱い揺れであるものの、日常のように地震が頻発する地域で、エンディングでは大地震によって多くの民が犠牲となる。
フレリア王国
賢王ヘイデンが治める国。自然豊かな地で、「フレリア大魚」が有名。フレリア王子ヒーニアス、ならびに主人公の親友であり、フレリア王女でもあるターナの出身国。ほかの天馬騎士も、フレリア出身である。ルネスと国交が深く、国を失ったエイリークらを保護し、グラドとの戦いを続けるエイリークやエフラムを援助した。軍は騎士、天馬騎士、重騎士が主力。
ヴェルニの塔
フレリアの聖石がまつられていた聖なる塔。グラド帝国軍によって聖石が破壊されたあとは、湧き出た魔物によって占拠されてしまう。
ロストン聖教国
正教皇マンセルが治める宗教国家。司祭ラトナを祖に持つ。隣接する闇の樹海では、現在もたまに魔物が出現している。ラーチェルはマンセルの姪。
闇の樹海
ロストン西方に位置する、かつて魔王が英雄たちに滅ぼされた地。現在も魔王の亡骸が眠る。魔王の流した血は大地を汚し、森を腐毒に覆ったと伝えられる。瘴気が渦巻き、魔物が湧き出る場所として知られる。
ラグドゥ遺跡
ロストン南方にある巨大な遺跡。ヴェルニの塔をも凌ぐ強力な魔物が数多く生息する。
ジャハナ王国
白砂の女王イシュメアが治める砂漠の国。作物が育たない土地柄ゆえか傭兵団が有名で、傭兵で生計を立てるものが多い。イシュメアの息子ヨシュアが後に王となる。
カルチノ共和国
大陸北部の、フレリアとロストンに挟まれた地域を領土とする新興国家で、守護石は持っていない。商業国家で、王を持たない共和制。平民でも政治に参加できるが、一部の有力な豪商達の力が強い。

## 双聖器
各国の建王が身につけていたと言われる古代の武具。その名のとおり、一つの国につき二つ存在する。非常に強力な武具であり、装備すると、それぞれに設定された能力が5上昇するほか、魔物に対し特に効力を発揮する。また、そのいわれから、ロストンでは継承のための道具ともなっている。
ルネス
雷剣ジークリンデ
炎槍ジークムント
フレリア
翼槍ヴィドフニル
蛇弓ニーズヘッグ
ジャハナ
氷剣アウドムラ
風刃エクスカリバー
ロストン
光輝イーヴァルディ
聖杖ラトナ
グラド
黒斧ガルム
魔典グレイプニル

## 章タイトル一覧
| 章数    | タイトル       |
| ------- | -------------- |
| 序章    | ルネス陥落     |
| 1章     | 脱出行         |
| 2章     | 守るべきもの   |
| 3章     | ボルゴ峠の山賊 |
| 4章     | 異形の者たち   |
| 5章     | 帝国の影       |
| 5章外伝 | 砕けぬ心       |
| 6章     | 憎悪の泥濘     |
| 7章     | 水城レンバール |
| 8章     | 陥落そして     |
|         | 新たなる旅立ち |

5章外伝ではフォルデ、カイルが戦闘不能となっても死亡扱いにならず撤退し、8章で復活する。
8章クリア後にセーブをすると新たなる旅立ちとなり、ここでエイリーク編かエフラム編を選択する。セーブデータをコピーして両方同時に選択することも可能である。クリアまえに、プレイしないほうの主人公の持ち物を整理しておかないと、合流後まで交換などが一切行えなくなる。
前述のとおり、選択したほうに全メンバーがついていき選択したほうが主人公となり、輸送隊や制圧などの主人公としての役割を果たすこととなる（いずれも死亡するとゲームオーバーなのは変わりがない）。
| 章数 | エイリーク編タイトル | エフラム編タイトル |
| ---- | -------------------- | ------------------ |
| 9章  | 後背の刃             | リグバルド要塞     |
| 10章 | カルチノの内乱       | 不忠の徒           |
| 11章 | 這いうねる闇         | 幽霊船             |
| 12章 | 静寂の里             | 上陸タイゼル港     |
| 13章 | ハミル渓谷           | 蛍石の誓い         |
| 14章 | 白砂の女王           | 父と子と           |

合流後も章のタイトルや章の番号は共通であるものの、一部会話や敵の種類などが異なる。15章でエイリーク編をプレイすると、エフラムらが合流したあとにも部隊一覧に表示されず、オートターンエンドを有効にしているとエフラムら以外が行動を終了するとエフラムらを行動させなくてもそのまま敵ターンとなってしまうバグが存在する。支援会話もできない。また、エフラムのレベルが8章時点でたとえ初期値であったとしても、合流時にレベル10まで引き上げられているうえ、もちろんステータスも成長している。
| 章数 | タイトル       |
| ---- | -------------- |
| 15章 | 灼けた砂       |
| 16章 | 荒れ果てた王都 |
| 17章 | 決別の大河     |
| 18章 | 魔の双面       |
| 19章 | 残されし希望   |
| 20章 | 闇の樹海       |
| 終章 | 聖魔の光石     |

## 移植版
| No. | タイトル                                      | 発売日                     | 対応機種        | 開発元 | 発売元 | メディア                            | 備考                                          | 出典        |
| --- | --------------------------------------------- | -------------------------- | --------------- | ------ | ------ | ----------------------------------- | --------------------------------------------- | ----------- |
| 1   | ファイアーエムブレム 聖魔の光石               | 2011年12月16日             | ニンテンドー3DS | 任天堂 | 任天堂 | ダウンロード (バーチャルコンソール) | アンバサダー・プログラム対象者への配信 非売品 | [ 2 ]       |
| 2   | ファイアーエムブレム 聖魔の光石               | 2014年8月6日 2015年6月18日 | Wii U           | 任天堂 | 任天堂 | ダウンロード (バーチャルコンソール) |                                               | [ 3 ]       |
| 3   | ゲームボーイアドバンス Nintendo Switch Online | 2025年4月22日              | Nintendo Switch | 任天堂 | 任天堂 | ダウンロード                        |                                               | [ 4 ] [ 5 ] |

## 小説
小説ファイアーエムブレム 聖魔の光石（スクウェア・エニックス）
上巻 2005年4月8日初版発行  ISBN 4-7575-1384-4
下巻 2005年5月27日初版発行  ISBN 4-7575-1385-2
高瀬美恵・著、鈴木理華・画。
この作品以降、攻略本を除いた出版社からの漫画、小説などは発行していない。

## 攻略本
『ファイアーエムブレム聖魔の光石』、小学館
2004年11月  ISBN 4-0910-6192-3
CB's PROJECT (編集)、『ファイアーエムブレム 聖魔の光石のあるきかた』、スクウェア・エニックス
2005年2月、 ISBN 4-7575-1381-X

## その他
- 本作のテレビコマーシャルではaiko「洗面所」（シングル「花風」のc/w曲。コピーコントロールCD）がBGMに使用された。CMのイメージタレントに福田沙紀を起用した。
- 闘技場の受付曲に、『ファイアーエムブレム 聖戦の系譜』の序章の味方マップ曲のアレンジ曲が収録されている（最初はざわめきのみだが、しばらくすると曲が流れる）。闘技場の戦闘曲に、『ファイアーエムブレム外伝』の味方側の戦闘曲のアレンジが収録されている。
- 本作のサウンドトラックは、2006年11月現在発売されていない。
- 本作と『烈火の剣』が通信闘技場で対戦できるバグがあるが、データが破損するなどの危険性がある。
- 2004年の「ジャンプフェスタ」限定のアイテムを配信。
  - エイリークセット：断魔の剣、断魔の斧、ジュナの実、赤の宝玉
  - エフラムセット：撃魔の槍、破魔の弓、ジュナの実、赤の宝玉
    - 2択で入手。断魔の剣、断魔の斧、撃魔の槍、破魔の弓は魔物特効武器、ジュナの実は使うとLVを1 - 5下げる効果がある。なお、このアイテムは本作のソフトが必須であった。
- 大乱闘スマッシュブラザーズX
  - 「進撃画面」の曲のアレンジが収録されている。なお、この曲はファイアーエムブレムシリーズの音楽担当の辻横由佳が編曲を担当している。
  - シールにエイリーク、エフラム、ミルラ、ヨシュアがある。
- 日本国外版の変更点[6]
  - 難易度が日本版よりも上がっている。この難易度変更により、一部のボスの武器が日本版と異なっている。
  - 武器の価格や性能、味方の成長率などのバランスが調整されている。
  - クリア前は秘密の店でドーピングアイテムを購入できない。
  - そのほか、文章面での多少な変更もある。